# Topografische ontwikkeling van Sint-Winoksbergen
Dit artikel beschrijft de topografische ontwikkeling van Sint-Winoksbergen.
In het hoofdartikel over Sint-Winoksbergen wordt ook gewezen op de tweeledige kern waarrond de stad tot ontwikkeling kwam, namelijk de ronde vestingstad en de hoger gelegen abdij. Tussen beide ontstond een aaneengesloten bewoning met zowel openbare en private als kerkelijke gebouwen, tussen de 13e en de 15e eeuw omgeven door een gordel van stadsvestingwerken. De Vlaamse graven gaven de nederzetting een van ronde torens voorziene vestingmuur met aanvankelijk een ovale omtrek, die men tijdens het eerste kwart van de 15e eeuw aan de oostzijde doorbrak om de wijk van en omheen de abdij in de vestingen op te nemen, de protesten van de abt ten spijt. Uit die periode dateert de Berghpoorte (1518) boven de Marché aux Bestiaux (Potteriestraete).

## Stadsplan 1560
Hoe dit alles er rond 1560 uitzag, is ons bekend door het stadsplan van Jacob van Deventer. Stad en abdij zijn omringd door een van halfronde torens voorziene stadsmuur, beveiligd door een gracht.
De grote weg komende van Duinkerke, Broekburg en Waten leidt naar de Brouckburghpoorte (nu Porte de Dunkerque) en de Bierenpoorte (nu Porte de Bierne), de Looweg van Lo over Hondschote dringt via de Blendepoorte (nu Porte d'Hondschoote) de stad binnen, en naderend uit de richting Kassel ligt de Suytpoorte (nu Porte de Cassel) voor je. De Berghpoorte naar Ieper en de Bastaerdpoorte werden in de 17e eeuw door Vauban afgeschaft. De in de 18e eeuw herbouwde Hondschotepoort was afgedekt met een boogvormig fronton, waarin de beeldhouwer Van Brouckhorst een door stralen omgeven zon als Lodewijk XIV-symbool aanbracht. Het heeft de tijd echter niet overleefd.
De Havendijk (Canal de Dunkerque), gegraven in de bedding van de Gersta, vormt reeds de uitweg van de haven naar de zee via Duinkerke, en ook de Kolme, die tot op de dag van vandaag Waten met Veurne verbindt, en haar vertakking de Waetergangh komen al de stad binnen ter hoogte van de Brouckburghpoorte (Porte de Dunkerque).  De verbinding ervan met de burchtgracht via de Neckerstorre is tegenwoordig echter samen met die wal overwelfd, evenals de kanalen naar Bieren en Hondschote.
In het centrum van de voormalige burcht prijkt de Sint-Maartenskerk, geflankeerd door het Sint-Janshospitaal. Het toenmalige 'hospitale van Sint-Janshuus te Berghen', dat waarschijnlijk werd opgericht door graaf Filips van den Elzas op het einde van de twaalfde eeuw, stond in voor de verzorging van de arme zieken van de stad. Het zieken- en armentehuis, geleid door de reguliere kanunnikessen van de Orde van de Heilige Augustinus, stond vanaf 1251 bekend als een hospitaal-met-marktrecht. Volgens een oorkonde van gravin Margaretha van Constantinopel uit 1276 beschikte het hospitaal over het monopolie om rechten (taksen) te heffen op het gebruik van maat en gewicht bij het plaatselijk verhandelen van zout, graan, wol, ijzer en andere bulkwaren. Dat de stad erin slaagde om deze zeer lucratieve marktrechten extra muros op te dringen aan Wormhout en Herzeele, is uniek in de geschiedenis van de hospitalen in Vlaanderen. In 1843 werd het hospitaal bestuurd door de Dochters van Liefde van Vincentius a Paulo.
Tussen de voormalige grafelijke site en de abdij bevinden zich de voornaamste overheidsgebouwen : het belfort, het landhuis (de zetel van het kasselrijbestuur) en het oorspronkelijke stadhuis.
Een nu verdwenen poortgebouw op de Groenberg leidde naar de abdijkerk en de Sint-Pieterskerk. De Sint-Pieterskerk of 'Sente Pieters Boven', oorspronkelijk niet meer dan een kapel, werd gesticht door Robrecht I de Fries na zijn overwinning bij Kassel in 1071. Door toedoen van de bisschop van Terwaan werd de kapel uitgebreid en aangeduid als tweede parochiekerk ten dienste van de Sint-Maartenskerk. Ontsnapt aan de stadsbrand van 1383, verwoestten de Fransen de kerk in 1558. Met onder meer de opbrengst van een belasting (van tien patard) die gedurende vijftien jaar werd geheven op elk vat bier of wijn dat in de stad werd geconsumeerd, werd de Sint-Pieterskerk in 1563 heropgebouwd. De 16e-eeuwse kerk bestond uit een vierkante westtoren, drie hallebeuken en drie hogere hallekoren. Inboedel en kunstbezit werden tijdens de Revolutie verkocht en het gebouw in 1811 gesloopt.
Net achter de abdijkerk en Sint-Pieterskerk ligt de Burrewal (Burgwal, misschien een oudere grafelijke mote) met iets lager het Gyselhuys (gevangenis).
Verder zijn er in de stad een viertal kloosters te zien, en op de muren prijken evenveel molens. Een vijfde staat langs de weg naar Waten.  Extra muros bevinden zich nog ten zuidwesten het Nieuwklooster (afgebroken in 1578), en tegenaan de rue de Cassel (Casselstraete) de kapel van O.L.Vrouw-ter-Dauwe (eveneens onder de sloophamer gegaan in 1578).
Het Dominicanenklooster, in 1240 opgericht door de Vlaamse gravin Margaretha van Constantinopel, met de graftombe van jonkheer Maximilien de Cupere, werd in 1791 opgeheven en gesloopt. Een deel van het meubilair (preekstoel, communiebanken) werd overgebracht naar de Sint-Omaarskerk van Kwaadieper.
De abdij van de heilige Victor van Marseille, ook wel het 'Nieuw Klooster' genoemd in navolging van de reeds bestaande Benedictijnerabdij, ontstond in 1248. De Vlaamse gravin Margaretha van Constantinopel liet toen de begijnen van het in 1227 opgerichte Sint-Elisabethhospitaal in Spijker overbrengen naar Sint-Winoksbergen. De ingewijde Victorinen leefden voortaan als reguliere kanunnikessen volgens de regels van Sint-Augustinus. De abdij had zwaar te lijden onder de brandstichtingen van de Engelse troepen van de 'vechtende' bisschop van Norwich Henry le Despenser in 1383 en de vernielingen van de geuzen ten tijde van de Beeldenstorm in 1566 en 1578. Na een wederopbouw in 1761 werd het klooster in 1792-1793 opgeheven, gesloopt en vervangen door bebouwing en de huidige Place Saint-Victor.
In 1480 stichtte Philippe van Haverskerke, deken en pastoor van de Sint-Maartenskerk, het klooster van de Zwarte Zusters van de H. Augustinus, ter plaatse ook wel de zusters van Rosendaele genoemd. De augustinessen deden er aan ziekenzorg. Hun gebouw, gelegen aan de Rue Carnot, werd gesloopt in 1792.
Tot slot situeert het plan van Van Deventer de 48 straten en pleinen van de stad, waaronder de haven en zes markten, namelijk de Wullemarct, de Gaernemarct, de Lynwaetmarct, de Peerdemarct, de Zuuvelmarct en de Groote Marct.
In die toestand werd de stad op 3 en 4 juli 1558 door de Fransen bestormd en in brand gestoken. 17 woningen, het belfort en het stadhuis ontsnapten aan de brand.

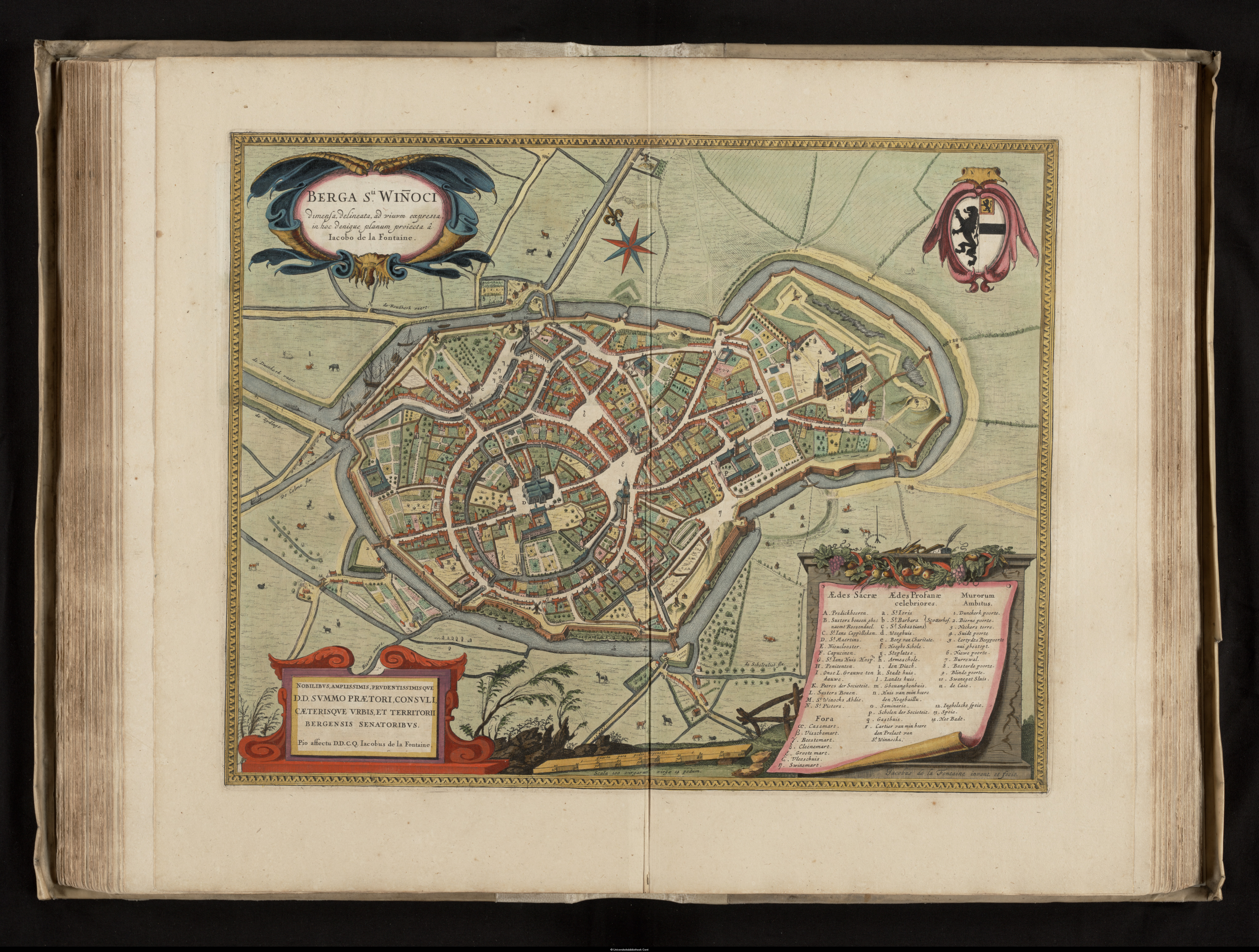
Sint Winoksbergen - 1641

## Stadsplan 1635
Hoe de stad deze ramp te boven kwam, zien we op het stadsplan uit 1635, opgemaakt door landmeter Jacob de la Fontaine en uitgegeven door Sanderus.
Daaruit blijkt dat onder druk van de gewijzigde politieke en militaire omstandigheden de vestingwerken intussen gemoderniseerd en met bastions, ravelijnen (halvemaanvormige eilandjes ter verdediging van de stadsgracht) en voorwerken omgeven werden, daar ze op het einde van de 15e eeuw niet meer opgewassen bleken tegen de steeds groter wordende vuurkracht van de artillerie.  Onder leiding van ingenieur Louis Rosseel trok men tussen de Suytpoorte (Porte de Cassel) en de Neckerstorre een gebastionneerde weermuur op; de Bierenpoorte (Porte de Bierne) en Suytpoorte (Porte de Cassel) werden door een ravelijn beveiligd; op de Groenberg waren tussen de abdij en de stadsmuur 2 aarden bastions verbonden door een opgeworpen wal; en er werden enkele aarden geschutplatforms opgebouwd. Intussen bleken de wallen wegens hun hoogte geschikt voor 5 houten staakmolens.
Na de Geuzentijd kende de stad een opmerkelijke aangroei van kerkelijke instellingen : er bevonden zich een twaalftal kloosters, enkele gasthuizen en een abdij. Tot de nieuwbouw behoorden de kerk en het klooster van de Jezuïeten in de rue du Collège (Reperstraete), en het Nieuw Klooster (1591) tegenover de Sint-Maartenskerk. De Jezuïeten bouwden hun klooster annex college in 1599 op uitdrukkelijk verzoek van de aartshertogen Albrecht en Isabella van Oostenrijk. Na de afschaffing van de orde in 1764 verlieten de monniken het gebouw, waarna het onderwijs in de klassieke humaniora in 1767, voortaan ook met een kunstacademie, werd overgenomen door de stad, een functie die het in de Reeperstraete nog steeds vervult.
Recente openbare gebouwen waren de stadswaag, het huis van de hoogbaljuw, de gevangenis, het seminarie, het pandjeshuis of Berg van barmhartigheid en enkele scholen.
Van de leprozerie de la Madeleine of melaatsenkolonie der Ziekeliên (Zieke Lieden), sinds 1236 gevestigd aan de Casselstraete buiten de stadsmuren en in 1246 onder bescherming van paus Innocentius IV, blijft niets over. Het in 1558 door de Franse maarschalk Paul de Thermes in de as gelegde domein werd in 1619 afgeschaft en aan de Jezuïeten toegewezen. Vandaag herinnert enkel nog de Zickelin-wijk aan de voormalige leprakolonie.
Op vraag van de Bergenaars en met de financiële steun van Pieter de Cupere (Pierre de Cupère), griffier van de stad Broekburg, vestigden zich de kapucijnen zich in 1611 in de Haenecockstraete (rue Neuve des Capucins) en de Posternestraete (rue de la Poterne). Het Franciscanen-klooster overleefde de Franse Revolutie niet en het gebouw werd afgebroken 1791.
In 1620 stichtte Françoise de Saint-Omer met steun van François Durant bij de vesten aan het einde van de Posternestraete (rue de la Poterne) de nieuwe kloosterorde van de Penitenten. De zusters van dit tertiarissenklooster leefden   volgens de derde regel van de Heilige Franciscus van Assisi. De gebouwen werden vanaf 1626 opgetrokken en een kerk op 20 juli 1631 ingewijd. De Franse Revolutionairen sloopten ook dit complex.
In 1643 werd op uitdrukkelijk verzoek van de reeds aanwezige grauwzusters in de Joden- of Heidestraat (later rue des Annonciades) een klooster voor de door Johanna van Valois gestichte Orde van Annunciaten opgericht. Veel van deze kloosterlingen waren afkomstig uit Gent die in 1644 naar Sint-Winoksbergen werden gebracht om daar als tertiarissen van Franciscus van Assisi te leven naar de Tien evangelische deugden van Maria. In 1791 werden deze monialen door de Franse revolutionairen uit hun klooster verjaagd, een jaar later werd het gebouw met de grond gelijk gemaakt.

## Aanhechting bij Frankrijk (1668)
Door de aanhechting bij Frankrijk werd Sint-Winoksbergen een grensvesting, die van 1672 tot 1692 onder de persoonlijke leiding van maarschalk de Vauban grondig omgebouwd werden. In de westelijke laagstad beperkte hij zich tot het bouwen van halve manen, de aanleg van aarden voorwerken en het graven van grachten en het afschaffen van 2 stadspoorten.
De kern van de verdediging lag voortaan op de naar de Spaanse Nederlanden gerichte oostzijde, waar Vauban de aarden bastions en de stadsmuur achter de abdij verving door drie ingeplante bastions, aan de buitenzijde beveiligd met ravelijnen, contrescarpen en watergrachten.  
Aan de stadspoorten verrezen halve manen, evenals aan de gesloten Bergpoort, aan de Zuidpoort kwam er een hoornwerk bij.
Ten noorden van de stad bouwde hij het Fort Lapin, ten zuidoosten het Fort Suisse en ter beveiliging  van de haven van Duinkerke het Fort Louis langs de vaart naar de havenstad.
Op aanwijzing van Vauban werden de fortificaties maximaal uitgebouwd, tot ze een totaal van 92ha besloegen. De jongste realisaties waren het Kroonwerk van Hondschote (ten noorden van de haven, nu het sportcentrum) en het Kroonwerk van Bieren (tegenover de Bierenpoort en tegenwoordig door het station en de industriezone ingenomen).  Dit alles was omstreeks 1725 voltooid in een vorm die tot op heden nagenoeg ongeschonden bewaard bleef.